# Cal Júlio
Cal Júlio o Mas de Canyelles és una masia al nord-est del nucli urbà de la població de Vilajuïga (Alt Empordà), a la part baixa del vessant oriental del puig de l'Ullastre, a la zona de Canyelles. S'hi accedeix per un trencall paral·lel a la via del tren i a mà esquerra, des de la carretera que porta a Sant Pere de Rodes (GIP-6041). El mas és a escassos metres del túnel de Canyelles de la línia Barcelona-Girona-Portbou. Aquest mas, catalogat a l'Inventari del Patrimoni Arquitectònic de Catalunya, és format a partir de tres cossos adossats i gran corral annex, de planta més o menys rectangular.
L'edifici principal presenta la coberta a dues vessants de teula i està distribuït en planta baixa i pis, amb la porta principal en aquest. Unes escales laterals de pedra amb la barana d'obra li donen accés. Des de les escales, i fins a la cantonada sud de l'edifici, hi ha un porxo bastit amb pilars quadrats de pedra i bigues de fusta a manera de baranes, que al primer pis serveix de terrassa. Hi ha un altre cos edificat, amb coberta a un sol vessant, a la part posterior de la masia, que per la banda nord ha perdut la coberta. Presenta una porta d'accés emmarcada amb bigues de tren de secció quadrada, per la part exterior. Al mur interior té un gran arc de mig punt, bastit amb lloses de pedra disposada a sardinell, que dona accés a un pati quadrat, enrajolat recentment i amb bancs correguts al voltant. La resta d'obertures de l'edifici principal són rectangulars, la majoria bastides amb maons, amb alguna reforma posterior. A l'interior hi ha el terreny natural de la zona al paviment. Hi ha una volta de maó pla amb llunetes a la planta baixa i sostres embigats al pis superior. Destaca el forn bastit amb carreus de pedra, la llar de foc i la cuina. Al sector est del pati hi ha un altre gran edifici de planta rectangular, destinat a corral. Presenta dues filades de murs amb tres grans arcades de mig punt de pedra a cadascun. La part nord tenia coberta a un sol vessant, desapareguda. Davant del corral hi ha les restes d'un altre edifici i, a uns cinquanta metres al sud, les restes d'una pallissa.